# Lipotriches panganina
Lipotriches panganina är en biart som först beskrevs av Embrik Strand 1911.  Lipotriches panganina ingår i släktet Lipotriches och familjen vägbin. Inga underarter finns listade i Catalogue of Life.